# Rolf Bardå
Rolf Arvid Leopold Bardå, född 1935 i Karlskrona, är en svensk konstnär.
Bardå studerade vid Konstfackskolan och vid Gerlesborgsskolan i Stockholm samt under studieresor till bland annat USA, Kanada, Frankrike, Nederländerna och Tyskland. Separat har han ställt ut i Karlskrona, Växjö, Malmö, Umeå, Alvesta, Nybro,Stockholm, och han har medverkat i ett antal samlingsutställningar i Stockholm och Karlskrona. Han har ställt ut i USA, där han blev representerad i Vita Huset, och Svenska kyrkan i New York. Han har även ställt ut i Paris, och blev representerad i Le Palais "Elysee i Paris. Repr. Svenska sektionen av Amnesty. Han är även representerad på c:a 100-talet platser i landet, såsom Landsting och kommuner.  Hans konst består av Impressionistiska målningar med dragning åt Expressionismen som kan innehålla symboliska budskap.